# راي أنتوني
راي أنتوني (20 يناير 1922 في بنسيلفانيا) هو ممثل وقائد أوركسترا وملحن أمريكي.
سافر راي أنتوني عندما كان صغيرا مع عائلته إلى كليفلاند في أوهايو، أين تعلم هناك مع والده العزف على البوق. عمل بين عامي 1940 و1941 كعازف في فرقة غلين ميلر قبل أن يخدم خلال الحرب العالمية الثانية في البحرية الأمريكية. أسس بعد انتهاء الحرب فرقته الموسيقية الخاصة التي أسماها أوركسترا راي أنتوني.

## روابط خارجية
- راي أنتوني على موقع IMDb (الإنجليزية)
- راي أنتوني على موقع ألو سيني (الفرنسية)
- راي أنتوني على موقع ميوزك برينز (الإنجليزية)
- راي أنتوني على موقع أول موفي (الإنجليزية)
- راي أنتوني على موقع قاعدة بيانات الأفلام السويدية (السويدية)
- راي أنتوني على موقع إن إن دي بي (الإنجليزية)
- راي أنتوني على موقع أول ميوزيك (الإنجليزية)
- راي أنتوني على موقع ديسكوغز (الإنجليزية)
- راي أنتوني على موقع قاعدة بيانات الفيلم (الإنجليزية)
- راي أنتوني على موقع كينوبويسك (الروسية)